# Chyptodes
Chyptodes is een kevergeslacht uit de familie van de boktorren (Cerambycidae). De wetenschappelijke naam van het geslacht werd voor het eerst geldig gepubliceerd in 1941 door Dillon & Dillon.

## Soorten
Chyptodes omvat de volgende soorten:
- Chyptodes albosuturalis Fuchs, 1961
- Chyptodes dejeanii (Thomson, 1865)